# Olive Morris
Olive Elaine Morris (26 tháng 6 năm 1952 - 12 tháng 7 năm 1979) là một nhà lãnh đạo cộng đồng và nhà hoạt động cộng đồng người Anh gốc Jamaica trong các chiến dịch bảo vệ quyền squat, nữ quyền, dân tộc đen và những người đàn ông trong thập niên 1970. Morris là một nhà tổ chức chủ chốt trong Phong trào Phụ nữ Đen ở Vương quốc Anh, đồng sáng lập Tổ chức Phụ nữ gốc Phi và Châu Á ở London và các nhóm hỗ trợ tại Manchester. Cô gia nhập Black Panthers Anh và đã thực hiện squat (việc chiếm nhà) tại 121 Railton Road ở Brixton. Morris qua đời ở tuổi 27 vì u lympho không Hodgkin.